# Фаикио
Фаикио (итал. Faicchio) је насеље у Италији у округу Беневенто, региону Кампанија.
Према процени из 2011. у насељу је живело 733 становника. Насеље се налази на надморској висини од 180 м.

## Становништво
Према резултатима пописа становништва 2011. у општини је живело 3.698 становника.
| 1951. | 1961. | 1971. | 1981. | 1991. | 2001. | 2011. |
| ----- | ----- | ----- | ----- | ----- | ----- | ----- |
| 4.597 | 4.006 | 3.776 | 3.877 | 3.980 | 3.879 | 3.698 |

## Партнерски градови
- Imer